# Ingeniero Mario Calcáneo Sánchez
Ingeniero Mario Calcáneo Sánchez är en ort i Mexiko.   Den ligger i kommunen Balancán och delstaten Tabasco, i den sydöstra delen av landet, 800 km öster om huvudstaden Mexico City. Ingeniero Mario Calcáneo Sánchez ligger 19 meter över havet och antalet invånare är 319.
Terrängen runt Ingeniero Mario Calcáneo Sánchez är mycket platt. Runt Ingeniero Mario Calcáneo Sánchez är det glesbefolkat, med 20 invånare per kvadratkilometer. Närmaste större samhälle är Balancán de Domínguez, 14,3 km sydost om Ingeniero Mario Calcáneo Sánchez. Omgivningarna runt Ingeniero Mario Calcáneo Sánchez är en mosaik av jordbruksmark och naturlig växtlighet.